# Giải đấu Four Nations 2018 (bóng đá nữ)
Giải đấu Four Nations 2018 là giải đấu thứ 17 của Giải đấu Four Nations một giải đấu giao hữu bóng đá nữ được tổ chức hàng năm tại Trung Quốc.

## Các đội tham dự
| Đội                  | Bảng xếp hạng FIFA (15 tháng 12 năm 2017) |
| -------------------- | ----------------------------------------- |
| Trung Quốc (chủ nhà) | 16                                        |
| Colombia             | 24                                        |
| Thái Lan             | 30                                        |
| Việt Nam             | 32                                        |

## Địa điểm
| Phật Sơn                                          | Sân vận động thế kỷ Lotus |
|                                                   | Sân vận động thế kỷ Lotus |
| Sân vận động thế kỷ Lotus                         | Sân vận động thế kỷ Lotus |
| 22°58′11″B 113°06′51″Đ / 22,969828°B 113,114296°Đ | Sân vận động thế kỷ Lotus |
| Sức chứa: 36.686                                  | Sân vận động thế kỷ Lotus |

## Bảng xếp hạng
| Đội        | ST | T | H | B | BT | BB | HS | Đ |
| ---------- | -- | - | - | - | -- | -- | -- | - |
| Trung Quốc | 3  | 3 | 0 | 0 | 8  | 1  | +7 | 9 |
| Thái Lan   | 3  | 1 | 1 | 1 | 4  | 3  | +1 | 4 |
| Colombia   | 3  | 1 | 1 | 1 | 3  | 3  | 0  | 4 |
| Việt Nam   | 3  | 0 | 0 | 3 | 0  | 8  | −8 | 0 |

## Các trận đấu
Tất cả các thời gian theo giờ địa phương (UTC+08:00).
| Colombia | 1–1                        | Thái Lan    |
| -------- | -------------------------- | ----------- |
| Caro 55' | Chi tiết (bằng tiếng Thái) | Kanjana 51' |

| Trung Quốc                                                        | 4–0                              | Việt Nam |
| ----------------------------------------------------------------- | -------------------------------- | -------- |
| Jin Kun 26' · Wang Shanshan 47' · Wang Shuang 60' · Song Duan 84' | Chi tiết (bằng tiếng Trung Quốc) |          |

| Trung Quốc                                 | 2–1                              | Thái Lan    |
| ------------------------------------------ | -------------------------------- | ----------- |
| Wang Shanshan 30' · Ren Guixin 49' (ph.đ.) | Chi tiết (bằng tiếng Trung Quốc) | Kanjana 21' |

| Việt Nam | 0–2 | Colombia                |
| -------- | --- | ----------------------- |
|          |     | González 18' · Usme 36' |

| Thái Lan                            | 2–0                        | Việt Nam |
| ----------------------------------- | -------------------------- | -------- |
| Taneekarn 83' · Kanjana 90' (ph.đ.) | Chi tiết (bằng tiếng Thái) |          |

| Colombia | 0–2                              | Trung Quốc                       |
| -------- | -------------------------------- | -------------------------------- |
|          | Chi tiết (bằng tiếng Trung Quốc) | Wang Shuang 39' · Ren Guixin 64' |